# Serra de Cal Llac
La Serra de Cal Llac és una serra situada al municipi de Peramola, a la comarca catalana de l'Alt Urgell, amb una elevació màxima de 1.324 metres.